# Tipula (Acutipula) chaniae
Tipula (Acutipula) chaniae is een tweevleugelige uit de familie langpootmuggen (Tipulidae). De soort komt voor in het Afrotropisch gebied.